# Liviu Vasilică
Liviu Vasilică (n. 2 iulie 1950, Plosca, Teleorman, Republica Populară Română - d. 19 octombrie 2004, București, România) a fost un cântăreț român de muzică populară, de profesie medic pediatru. Este fiul profesorului de istorie, director de școală, Costea Vasilică (1907-1975) și al profesoarei de geografie, Matilda Vasilică (1911-1994).Și-a început activitatea artistică de solist vocal de muzică populară încă din perioada studenției (la Medicină, 1974-1980), clasându-se pe primul loc la toate etapele naționale ale Festivalurilor Artei Studențești, pentru originalitatea repertoriului și a stilului de interpretare. A debutat în cadrul emisiunii TV Tezaur folcloric de pe postul național TVR1. A făcut primele înregistrări la Institutul de Etnografie și Folclor „Constantin Brăiloiu”.
În 1987 înființează Grupul Teleormanul. În 2005, după moartea artistului, fiul său, Florin Vasilică reînființează Grupul Teleormanul cu alți membri, așa cum a fost sfătuit de tatăl său să facă după ce el nu va mai fi.
Pasiunea pentru folclor l-a determinat să colecționeze costume populare autentice teleormănene, realizând, în numai câțiva ani, o bogată colecție care se află în prezent în patrimoniul Ansamblului de Cântece și Dansuri „Burnasul” din Alexandria

## Repertoriu (selecție)
- Arză-te-ar focul de dor
- Aș muri, dar nu acuma (preluare de la Maria Lătărețu)
- Bună seara, mândră bună (preluare de la Ioana Radu)
- Codrule cu frunză multă
- Dunăre, Dunăre (preluare de la Ileana Constantinescu)
- Fir-ai să fii tu de murg
- Gheorghiță cu păr frezat
- Hai, hai cu trăsioara
- Mărgărit îmbobocit
- Mărine, la nunta ta
- Pe la noi, pe Teleorman
- Sui la deal, cobor la vale

## Biografie
Liviu Vasilică s-a născut în a doua zi a lunii iulie a anului 1950, în comuna Plosca, județul Teleorman. Părinții săi erau intelectuali, oameni de vază ai vremii, tatăl, Costea, era directorul școlii din sat și mama, Matilda, era profesoară la aceeași școală. De mic copil a fost fascinat de Maria Tănase, pe care o asculta cu atenție la radio. Maestrul a învățat primele cântece de la un rapsod teleormănean pe nume Gogu Ivașcu. Visul părinților pentru fiul lor, Liviu, era ca acesta să devină farmacist lucru care s-a și întâmplat. Pentru o perioadă Liviu Vasilică a fost și medic pediatru al Spitalului Județean Alexandria. Cei care l-au cunoscut spun că iubea foarte tare copiii și că se purta cu mare blândețe cu cei mici.
A fost căsătorit cu Liliana Vasilică, care ia dăruit primii doi copii, Valentin Vasilică și Svetlana Vasilică. A doua sotie, Florina Vasilică,împreună au avut doi copii, Livia Vasilică și Florin Vasilică.

### Decesul
Liviu Vasilică a murit, la doar 54 de ani, în data de 19 octombrie 2004, la București, Spitalul Fundeni